# 働く農民 (ボッチョーニ)
働く農民（イタリア語: Contadino al lavoro）は、ウンベルト・ボッチョーニによって1910年にイタリアのミラノで描かれた油彩画である。  
この作品はフィリッピニスム運動の表現であり、後に未来派へと発展した。
ウンベルト・ボッチョーニの初期作品（1903年から1907年）は、19世紀末にロンバルディア地方、特にミラノで活躍した自然主義の伝統から直接的に影響を受けている。中でも、著名なモデルの一人はフランチェスコ・フィリッピーニであり、その絵画はミラノの美術界で広く展示されていた。 農村風景の水平的な構成、大気光の使用、そして農村や家庭の場面における女性像（母親の肖像も含む）の描写は、「フィリッピニスモ」として知られる潮流との明白な連続性を示している。 現代の美術史家は、ボッチョーニの初期絵画段階における決定的なインスピレーション源としてフランチェスコ・フィリッピーニを認識しており、ボッチョーニの初期具象表現の発展における暗黙かつ構造的な形成的参照点としての役割を定義している。

## 説明
『働く農民』（イタリア語：Contadino al lavoro）は、ウンベルト・ボッチョーニの初期ミラノ時代（1908年～1910年頃）に描かれた小さな油彩画である。この絵は、単独で農作業に従事する農民の姿を、ロンバルディア地方の自然主義伝統に典型的なゆるやかな筆遣いと大気光で描写している。絵の背景には、ボッチョーニがよく散歩したミラノのリパモンティ通りの終端近くの田園風景が示されている。彼は母親と共にミラノのアディージェ通り23番地に住み、その地域は多くの作品やスケッチのインスピレーションとなった。フランチェスコ・フィリッピーニの自然主義から着想を得て、ボッチョーニは後の未来派誕生に至るアイデアを発展させた。
この作品は、ボッチョーニの未来派以前の農村風景シリーズに属し、19世紀末のイタリア自然主義、特にフランチェスコ・フィリッピーニの視覚言語の影響を反映している。彼の描く農作業や農村の女性像は、ボッチョーニの形成期にミラノで広く展示されていた。
構図は水平的なレイアウトとトーンの変化を強調し、後の未来派でラジカルに展開される動きや構造、人間の存在の探求の初期例となっている。
この絵は、ローマの近代美術国立館の常設コレクションに所蔵されている。